# Papofòria
Papofòria (Pappophoreae) és una tribu de la subfamília de les poòidies, família de les poàcies, ordre de les poals, subclasse de les commelínides, classe de les liliòpsides, divisió dels magnoliofitins.

## Gèneres
- Cottea
- Enneapogon
- Kaokochloa
- Pappophorum
- Schmidtia